# Głuptak peruwiański
Głuptak peruwiański (Sula variegata) – gatunek dużego ptaka z rodziny głuptaków (Sulidae). Czasami spotykany w bardzo dużych stadach razem z innymi ptakami morskimi. Nie wyróżnia się podgatunków.
WyglądBiała głowa i spód ciała. Przy nasadzie dzioba czarna, naga skóra. Wierzch ciała brązowy z jasnymi obrzeżeniami piór oraz białawymi pokrywami nadogonowymi i środkowymi sterówkami. Spód skrzydeł ciemny z podłużnym białym paskiem. Upierzenie młodych ptaków jasnobrązowe.
RozmiaryDługość ciała 71–76 cm.
Zasięg, środowiskoAmeryka Południowa; wzdłuż wybrzeży Peru i Chile; gniazduje na wyspach. Pozostaje w pobliżu brzegów w ciągu całego roku; jeśli sezonowe zmiany prądów wywołują spadek zasobów pokarmowych, wędruje poza obszar normalnego zasięgu.
StatusIUCN uznaje głuptaka peruwiańskiego za gatunek najmniejszej troski (LC, Least Concern) nieprzerwanie od 1988 roku. Liczebność światowej populacji szacuje się na około 1,2 miliona osobników. Trend liczebności populacji uznawany jest za stabilny, ale fluktuujący w zależności od warunków klimatycznych, a tym samym obfitości pożywienia (szczególnie negatywny wpływ ma tu zjawisko El Niño). Intensywne, przemysłowe połowy ryb mają wpływ na zmniejszanie się populacji tych ptaków. Głuptak peruwiański jest jednak mniej narażony na przełowienie niż wiele innych gatunków w regionie, ponieważ nie wymaga dużych ławic sardeli.